# Арабское письмо
Ара́бский алфави́т (также ара́бское письмо́, ара́бская вязь, ара́бица) — алфавит, используемый для записи арабского языка и, чаще всего в изменённом виде, некоторых других: в частности, для записи персидского (см. арабо-персидская письменность), пушту, урду, некоторых курдских диалектов (наравне с вариантом на латинице), уйгурского, узбекского (в Афганистане), казахского (ранее — байтурсуновская орфография), киргизского в XIX веке и начале XX века (в Синьцзян-Уйгурском автономном районе арабское письмо и по сей день используют этнические киргизы, но это письмо отлично от советской версии арабской вязи) и др.
Состоит из 28 букв и используется для письма справа налево. Арабский алфавит происходит от набатейского письма и окончательно сложился в VI веке.
Ход написания слов такой:
1. пишут основные части букв, не требующие отрыва пера от бумаги;
2. добавляют части, которые требуют отрыва пера: отвесную черту букв ط и ظ, верхнюю наклонную черту буквы ك и точки, присущие многим буквам;
3. если нужно, расставляют вспомогательные значки  — огласовки (харакят)[4].

## Происхождение и история
Арабское письмо произошло от набатейского письма, развившегося из арамейского письма, которое, в свою очередь, восходит к финикийскому. Арабский алфавит включил в себя все буквы арамейского, а также буквы, отражающие специфически арабские звуки — са (ﺙ), ха (خ), заль (ذ), дад (ض), за (ظ), гайн (غ).
Некоторые исследователи самым ранним из сохранившихся образцов арабского письма считают набатейскую царскую надпись 328 года. По мнению других, эта надпись по сути является арамейской и лишь отражает некоторые характерные черты арабского языка, а самый ранний пример истинно арабского письма датируется 512 годом. Согласно Большой российской энциклопедии, арабская языковедческая традиция относит становление собственно арабского письма к началу VI века. Согласно В. Истрину, древнейшие надписи собственно арабским письмом относятся к VI веку.

## Обозначение согласных
В арабской письменности каждая из 28 букв, кроме алифа, обозначает один согласный звук. Начертание меняется в зависимости от положения внутри слова (в начале, в конце или в середине, с учётом того, что слова пишутся справа налево). Все буквы одного слова пишутся слитно, за исключением шести букв (алиф, даль, заль, ра, зайн, вав), которые не соединяются со следующей буквой.
| № п-п | Буква | в конце слова | в середине слова | в начале слова | отдельно стоящие | численное значение в абджад алфавит | название       | кириллическая транслитерация | транскрипция МФА      | стандартная латинская транслитерация |
| ----- | ----- | ------------- | ---------------- | -------------- | ---------------- | ----------------------------------- | -------------- | ---------------------------- | --------------------- | ------------------------------------ |
| 1     | ﺍ     | ﺎ             | ﺎ                | ﺍ              | ﺍ                | 1                                   | أَلِف‎ ’алиф      | —                            | /ʔ/ / /aː/ (/u/, /i/) | —                                    |
| 2     | ﺏ     | ﺐ             | ﺒ                | ﺑ              | ﺏ                | 2                                   | بَاء‎ ба̄’        | б                            | /b/                   | b                                    |
| 3     | ﺕ     | ﺖ             | ﺘ                | ﺗ              | ﺕ                | 400                                 | تَاء‎ та̄’        | т                            | /t/                   | t                                    |
| 4     | ﺙ     | ﺚ             | ﺜ                | ﺛ              | ﺙ                | 500                                 | ثَاء‎ с̱а̄’        | с̱                            | /θ/                   | ṯ                                    |
| 5     | ﺝ     | ﺞ             | ﺠ                | ﺟ              | ﺝ                | 3                                   | جِيم‎ джӣм       | дж/г                         | /d͡ʒ/                  | ǧ                                    |
| 6     | ﺡ     | ﺢ             | ﺤ                | ﺣ              | ﺡ                | 8                                   | حَاء‎ х̣а̄’        | х̣                            | /ħ/                   | ḥ                                    |
| 7     | ﺥ     | ﺦ             | ﺨ                | ﺧ              | ﺥ                | 600                                 | خَاء‎ х̮а̄’        | х̮                            | /χ/                   | ḫ                                    |
| 8     | ﺩ     | ﺪ             | ﺪ                | ﺩ              | ﺩ                | 4                                   | دَال‎ да̄ль       | д                            | /d/                   | d                                    |
| 9     | ﺫ     | ﺬ             | ﺬ                | ﺫ              | ﺫ                | 700                                 | ذَال‎ з̱а̄ль       | з̱                            | /ð/                   | ḏ                                    |
| 10    | ﺭ     | ﺮ             | ﺮ                | ﺭ              | ﺭ                | 200                                 | رَاء‎ ра̄’        | р                            | /r/                   | r                                    |
| 11    | ﺯ     | ﺰ             | ﺰ                | ﺯ              | ﺯ                | 7                                   | زَاي‎ за̄й (зайн) | з                            | /z/                   | z                                    |
| 12    | ﺱ     | ﺲ             | ﺴ                | ﺳ              | ﺱ                | 60                                  | سِين‎ сӣн        | с                            | /s/                   | s                                    |
| 13    | ﺵ     | ﺶ             | ﺸ                | ﺷ              | ﺵ                | 300                                 | شِين‎ шӣн        | ш                            | /ʃ/                   | š                                    |
| 14    | ﺹ     | ﺺ             | ﺼ                | ﺻ              | ﺹ                | 90                                  | صَاد‎ с̣а̄д        | с̣                            | /sˁ/                  | ṣ                                    |
| 15    | ﺽ     | ﺾ             | ﻀ                | ﺿ              | ﺽ                | 800                                 | ضَاد‎ д̣а̄д        | д̣                            | /dˁ/                  | ḍ                                    |
| 16    | ﻁ     | ﻂ             | ﻄ                | ﻃ              | ﻁ                | 9                                   | طَاء‎ т̣а̄’        | т̣                            | /tˁ/                  | ṭ                                    |
| 17    | ﻅ     | ﻆ             | ﻈ                | ﻇ              | ﻅ                | 900                                 | ظَاء‎ з̣а̄’        | з̣                            | /ðˁ/                  | ẓ                                    |
| 18    | ﻉ     | ﻊ             | ﻌ                | ﻋ              | ﻉ                | 70                                  | عَيْن‎ ‘айн       | ‘                            | /ʕ/                   | ʕ/ʿ                                  |
| 19    | ﻍ     | ﻎ             | ﻐ                | ﻏ              | ﻍ                | 1000                                | غَيْن‎ гайн       | г/г̣                          | /ʁ/                   | ġ                                    |
| 20    | ﻑ     | ﻒ             | ﻔ                | ﻓ              | ﻑ                | 80                                  | فَاء‎ фа̄’        | ф                            | /f/                   | f                                    |
| 21    | ﻕ     | ﻖ             | ﻘ                | ﻗ              | ﻕ                | 100                                 | قَاف‎ к̣а̄ф        | к̣                            | /q/                   | q                                    |
| 22    | ﻙ     | ﻚ             | ﻜ                | ﻛ              | ﻙ                | 20                                  | كَاف‎ ка̄ф        | к                            | /k/                   | k                                    |
| 23    | ﻝ     | ﻞ             | ﻠ                | ﻟ              | ﻝ                | 30                                  | لاَم‎ ля̄м        | ль                           | /l/                   | l                                    |
| 24    | ﻡ     | ﻢ             | ﻤ                | ﻣ              | ﻡ                | 40                                  | مِيم‎ мӣм        | м                            | /m/                   | m                                    |
| 25    | ﻥ     | ﻦ             | ﻨ                | ﻧ              | ﻥ                | 50                                  | نُون‎ нӯн        | н                            | /n/                   | n                                    |
| 26    | ﻩ     | ﻪ             | ﻬ                | ﻫ              | ﻩ                | 5                                   | هَاء‎ ха̄’        | х                            | /h/                   | h                                    |
| 27    | ﻭ     | ﻮ             | ﻮ                | ﻭ              | ﻭ                | 6                                   | وَاو‎ ва̄в (уау)  | в                            | /w/ / /uː/            | w                                    |
| 28    | ﻱ     | ﻲ             | ﻴ                | ﻳ              | ﻱ                | 10                                  | يَاء‎ йа̄’        | й                            | /j/ / /iː/            | y                                    |

### Алиф
Алиф — единственная буква арабского алфавита, не обозначающая согласный звук. В зависимости от контекста она может использоваться для обозначения долгого гласного а̄ (см. ниже) либо как вспомогательный орфографический знак, не имеющий собственного звукового значения.

### Порядок букв
Исторически буквы арабского алфавита располагались в том же порядке, что и в финикийском. Шесть букв, не имевших соответствия в финикийском алфавите, были помещены в конец:
أ ب ج د ﻩ و ز ح ط ي ك ل م ن س ع ف ص ق ر ش ت ث خ ذ ض ظ غ
Этот порядок называется «абджад», по четырём первым буквам: алиф, ба, джим, даль. До перехода к индийским («арабским») цифрам, приведённым выше, для обозначения чисел использовались буквы, и их числовое значение соответствовало их порядку в абджаде. Вскоре после перехода к индийским цифрам порядок алфавита был изменён на современный. Тем не менее арабское слово, обозначающее «алфавит» — أبجدية‎ абджадия — до сих пор напоминает о старом порядке.
В персидском алфавите (и производных от него) порядок букв несколько иной — сначала ва̄в, затем ха̄’. Кроме того, в персидской и пакистанской версиях арабского алфавита отличается начертание буквы ка̄ф — она пишется всегда как в начальной или срединной позиции.

## Обозначение гласных

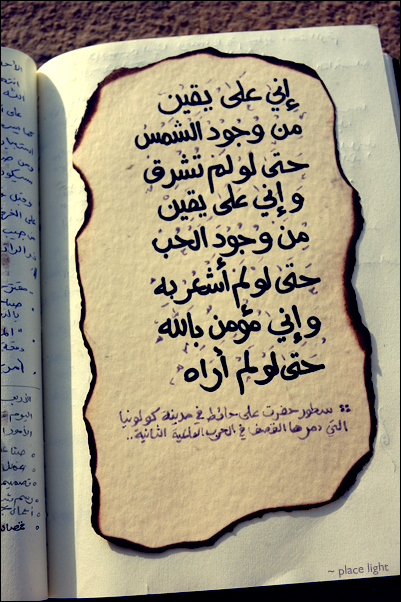
Современная арабская каллиграфия

Три долгих гласных звука арабского языка (а̄, ӯ, ӣ) обозначаются буквами алиф, уау и йа, соответственно. Краткие гласные на письме, как правило, не передаются. В случаях, когда необходимо передать точное звучание слова (например, в Коране и в словарях), для обозначения гласных звуков используются надстрочные и подстрочные огласовки (харакат):
- َ  фатха — наклонная черта, которая ставится над буквой, если за ней следует звук «а»;
- ِ  касра — черта, которая ставится под буквой, если за ней следует звук «и»;
- ُ  дамма — надстрочный знак, похожий на маленькую запятую и обозначающий звук «у»;
- ْ  сукун — кружок, который ставится над буквой, если после неё нет гласного звука.

В других языках, где используются алфавиты на основе арабского, гласные передаются либо методом матрес лекционис (в персидском передаются только долгие гласные — через алиф, йа и уау), либо с помощью дополнительных знаков (как в уйгурском). Отсутствие средств передачи гласных в арабском языке, для которого это было естественным явлением (в семитских языках гласные не входят в состав основы слова и чередуются при словообразовании и словоизменении), привело в XX в. в ряде мусульманских стран (Турция, Средняя Азия, Индонезия, Малайзия и др.) к вытеснению арабского алфавита иными алфавитами, располагавшими средствами последовательной передачи гласных (латиницей, кириллицей и др.).

## Дополнительные знаки
28 букв, приведённых выше, называются хуруф (араб. حروف‎, ед. ч. حرف‎ харф). Кроме них, в арабском письме используется ещё три дополнительных знака, не являющихся самостоятельными буквами алфавита.
| в конце слова | в середине слова | в начале слова | отдельно стоящие | название                 | транслитерация | МФА        |
| ------------- | ---------------- | -------------- | ---------------- | ------------------------ | -------------- | ---------- |
| ﺀ             | ﺀ                | ﺀ              | ﺀ                | هَمْزَة‎ хамза               | ’              | [ʔ]        |
| ﺄ             | ﺄ                | ﺃ              | ﺃ                | هَمْزَة‎ хамза               | ’              | [ʔ]        |
| ﺈ             | ﺈ                | ﺇ              | ﺇ                | هَمْزَة‎ хамза               | ’              | [ʔ]        |
| ﺆ             | ﺆ                | ﺅ              | ﺅ                | هَمْزَة‎ хамза               | ’              | [ʔ]        |
| ﺊ             | ﺌ                | ﺋ              | ﺉ                | هَمْزَة‎ хамза               | ’              | [ʔ]        |
| ﺔ             | —                | —              | ﺓ                | تَاء مَرْبُوطَة‎ та̄’ марбӯт̣а   | —              | [h] / [t]  |
| ﻰ             | —                | —              | ﻯ                | أَلِف مَقْصُورَة‎ ’алиф мак̣с̣ӯра | а̄              | [aː] / [a] |

1. Хамза (гортанная смычка) может писаться как отдельная буква, либо на букве-«подставке» (алиф, вав или йа). Способ написания хамзы определяется контекстом в соответствии с рядом орфографических правил. Вне зависимости от способа написания, хамза всегда обозначает одинаковый звук.
2. Та-марбута («завязанная та») является формой буквы та. Она пишется только в конце слова и только после огласовки фатха. Когда у буквы та-марбута нет огласовки (например, в конце фразы), она читается как ха. Обычная форма буквы та называется та̄’ мафтӯх̣а (араб. تاء مفتوحة‎, «открытая та»).
3. Алиф-максура («укороченный алиф») является формой алифа. Она пишется только в конце слова и сокращается до краткого звука «а» перед алиф-васла следующего слова (в частности, перед приставкой аль-). Обычная форма буквы алиф называется ’алиф мамдӯда (араб. ألف ممدودة‎, «удлинённый алиф»).

## Дополнительные знаки: местные варианты
В местных вариантах арабского алфавита, а также в его разновидностях для других языков используются другие дополнительные знаки.
В персидском языке конечная форма буквы йа пишется без двух подстрочных точек, то есть совпадает с алиф максура; в свою очередь, алиф максура в персидском не используется и заменяется обычным конечным алифом, или, хотя и реже, в малочисленных заимствованиях при ней стоит уменьшенная форма алифа, похожая больше на вертикальную васлу. Конечная буква каф совпадает по написанию со срединной (арабский вариант конечной каф считается устаревшим). Помимо этого, в персидском языке имеются свои знаки для звуков «г» (каф с надстрочной чертой), «ж» (ра с тремя надстрочными точками), «п» (ба с тремя подстрочными точками вместо одной), «ч» (джим с тремя точками вместо одной).
Свои дополнительные знаки существуют в алфавитах для урду, уйгурского, магрибских диалектов арабского и др.

## Транслитерация
Ниже приведена таблица соответствия между стандартными системами кириллической и латинской транслитерации арабского письма, а также нестрогой системой латинской транслитерации, распространённой в интернете.
| согласные | согласные | согласные | согласные | согласные | согласные | согласные | согласные | согласные | согласные | согласные | согласные | согласные | согласные | согласные | согласные | согласные | согласные | согласные | согласные | согласные | согласные | согласные | согласные | согласные | согласные | согласные | согласные | согласные | гласные | гласные | гласные | гласные |                |                |
| --------- | --------- | --------- | --------- | --------- | --------- | --------- | --------- | --------- | --------- | --------- | --------- | --------- | --------- | --------- | --------- | --------- | --------- | --------- | --------- | --------- | --------- | --------- | --------- | --------- | --------- | --------- | --------- | --------- | ------- | ------- | ------- | ------- | -------------- | -------------- |
| ء‎         | ب‎         | ت‎         | ث‎         | ج‎         | ح‎         | خ‎         | د‎         | ذ‎         | ر‎         | ز‎         | س‎         | ش‎         | ص‎         | ض‎         | ط‎         | ظ‎         | ع‎         | غ‎         | ف‎         | ق‎         | ك‎         | ل‎         | م‎         | ن‎         | ه‎         | و‎         | ي‎         | ة‎         | ا‎       | و‎       | ي‎       | ى‎       | арабские буквы | арабские буквы |
| ’         | б         | т         | с̱         | дж        | х̣         | х̮         | д         | з̱         | р         | з         | с         | ш         | с̣         | д̣         | т̣         | з̣         | ‘         | г         | ф         | к̣         | к         | л         | м         | н         | х         | в         | й         | -         | а̄       | ӯ       | ӣ       | ā       | кириллизация   | кириллизация   |
| ʾ         | b         | t         | ṯ         | ǧ         | ḥ         | ḫ         | d         | ḏ         | r         | z         | s         | š         | ṣ         | ḍ         | ṭ         | ẓ         | ʿ         | ġ         | f         | q         | k         | l         | m         | n         | h         | w         | y         | ẗ         | ā       | ū       | ī       | ỳ       | станд.         | латинизация    |
| '         |           |           | th        | j/g       | 7         | kh        |           | dh        |           |           |           | sh        | 9         |           | 6         | dh        | `         | gh        |           | 8/9       |           |           |           |           |           |           |           | ah        |         | oo      | ee      | a       | нестр.         | латинизация    |
| 2         |           |           |           |           |           | 5         |           |           |           |           |           | ch        | 4         | 9         |           | 6'/8      | 3         | 3'        |           | g         |           |           |           |           |           |           |           | eh        | aa      | ou/uu   | ii      | y       | нестр.         | латинизация    |

Система латинизации арабского письма определена в международном стандарте ISO 233.

## Лигатуры

Лигатура «Мухаммед»

В арабском письме есть большое количество способов слитного написания нескольких букв (лигатур).
Одна лигатура — лям-алиф — является стандартной, и написание этой пары букв иначе, чем при помощи лигатуры, не допускается. Остальные лигатуры необязательны, и их использование зависит от выбранного каллиграфического стиля.
Для обратной совместимости со старым программным обеспечением в Юникоде существует блок «Arabic Presentation Forms-A» (U+FB50…U+FDFF), где зарегистрировано более 300 двухбуквенных лигатур, более 100 трёхбуквенных и несколько словных — например, для слов «Аллах», «акбар», «Мухаммед», «расул» (пророк), «риал» (денежная единица Ирана и ряда арабских стран) и т. д. Существуют также специфические символы, состоящие из отдельных словных лигатур и обозначающих целую фразу — с̣алла̄-Лла̄́ху ‘алайхи ва-саллам — «да благословит его Аллах и приветствует», а также «Басмала».

## Выравнивание

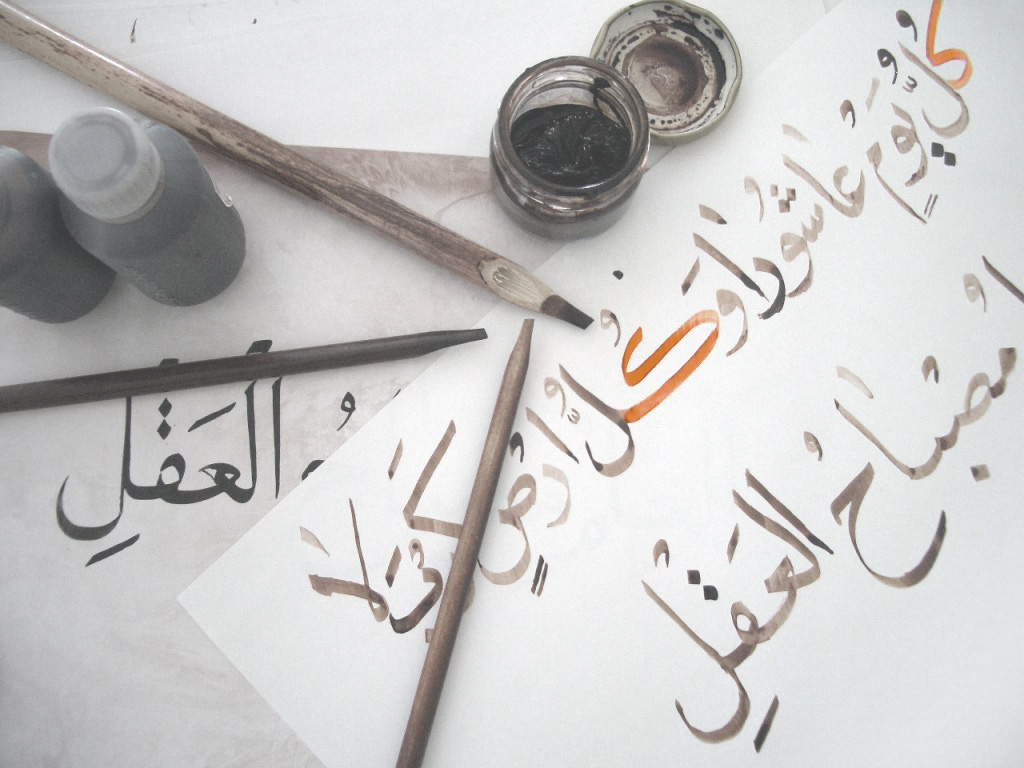
Упражнение каллиграфа: выделены две формы буквы каф, обычная (сверху) и куфическая

В отличие от неслитного письма, в котором для выравнивания ширины строк применяется разрядка слов и межсловных пробелов, арабское письмо позволяет растягивать строки за счёт удлинения связок между буквами. Удлинённая связка называется кашида (перс. كشيده‎) или татвиль (араб. تطويل‎). Символ кашиды определён в Юникоде как U+0640, и его можно вставлять в текст для указания предпочтительных мест удлинения связки — подобно «мягкому переносу» в текстах на европейских языках. Средства разметки текста (например, CSS) позволяют указывать, в каких пропорциях удлинение строк должно происходить за счёт кашиды по сравнению с расширением межсловных пробелов.
В каллиграфии для растяжения строк используется также особая форма буквы каф, называемая «каф росчерком» или «куфическим каф». Несмотря на то, что это графическая форма обычного каф, она закодирована в Юникоде отдельным символом (U+06AA). Подобно межбуквенным связкам, эта форма буквы каф может растягиваться до любой ширины.

## Каллиграфия
Важное место в арабской культуре письма занимает искусство каллиграфии; в основном по причине религиозного запрета на изображение живых существ (аниконизма) каллиграфия стала одним из основных видов сакрального искусства в мусульманском мире. Имеется несколько стилей каллиграфического письма.

### Каллиграфические стили

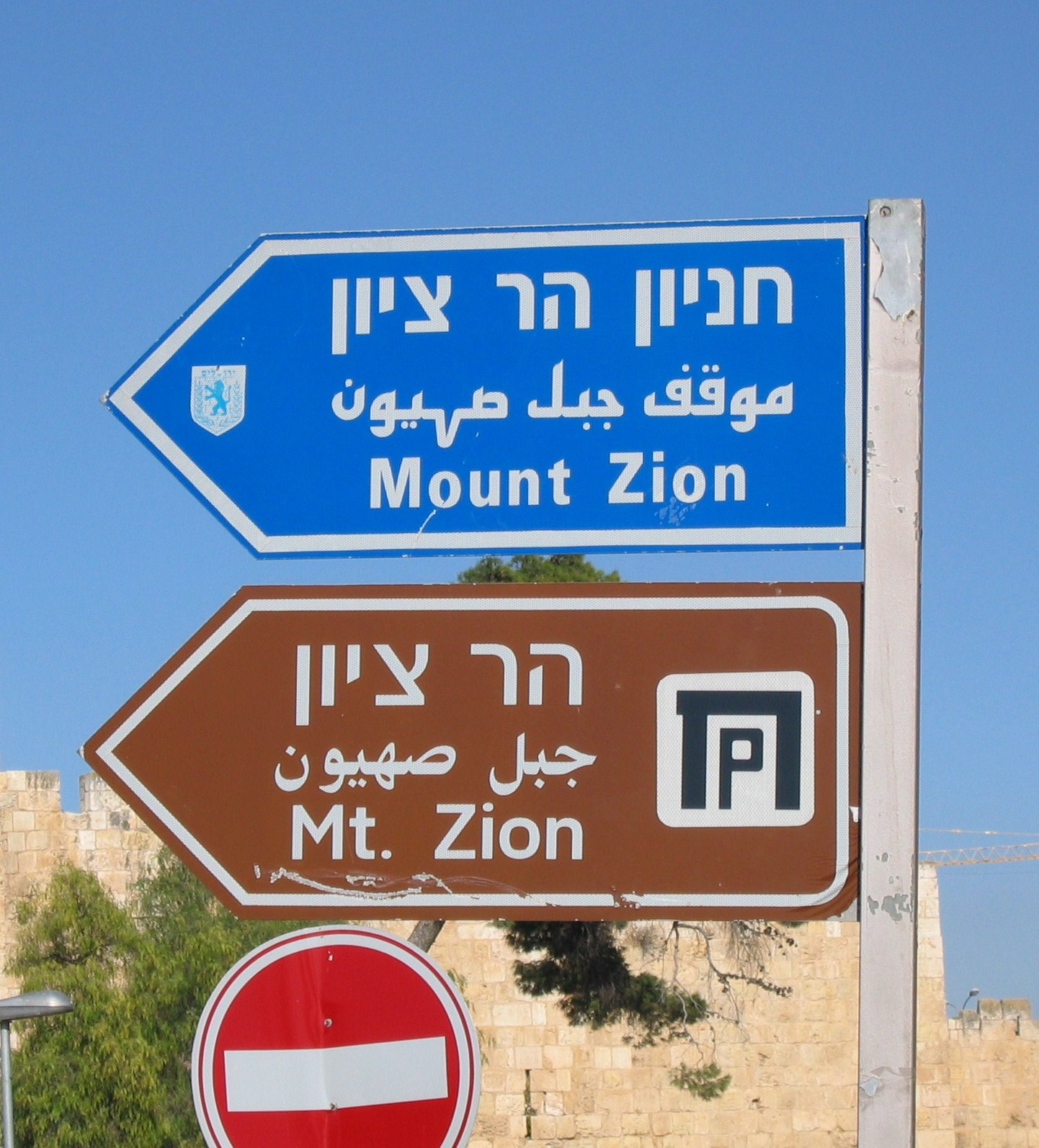
Пара дорожных указателей в Иерусалиме.
Средняя надпись на верхнем указателе جبل صهيون «гора Сион» сделана куфическим почерком, на нижнем — насхом

Один из самых древних стилей — куфи, или куфический (араб. كوفي‎, от названия города Куфа).
Шрифт, ставший стандартным средством записи для арабского языка — насх (араб. نسخ‎ «копирование»).
Некоторые каллиграфические стили использовались только в декоративных целях, то есть для каллиграмм — художественных произведений каллиграфов. Таков шрифт су́люс (араб. ثلث‎ «треть») с его широкими, свободными росчерками.

## Арабские цифры
С VIII века для записи чисел используется позиционная десятичная система счисления, с модифицированными индийскими цифрами. Цифры в числе пишутся слева направо.
| арабские | стандартные арабские | восточноарабские |
| -------- | -------------------- | ---------------- |
| 0        | ٠                    | ۰                |
| 1        | ١                    | ۱                |
| 2        | ٢                    | ۲                |
| 3        | ٣                    | ۳                |
| 4        | ٤                    | ۴                |
| 5        | ٥                    | ۵                |
| 6        | ٦                    | ۶                |
| 7        | ٧                    | ۷                |
| 8        | ۸                    | ٨                |
| 9        | ٩                    | ۹                |

## Арабское письмо в других языках

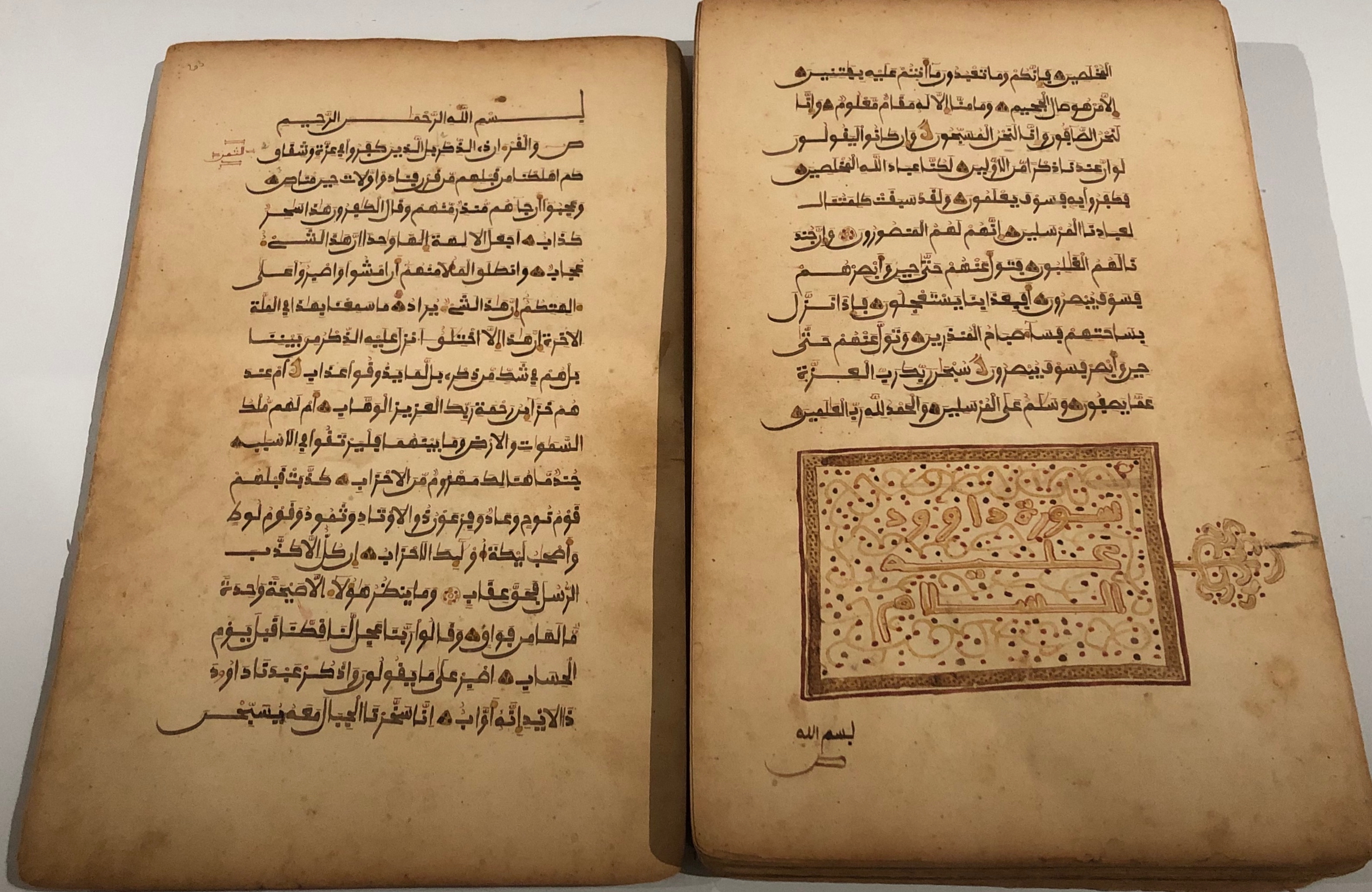
Язык фула, записанный арабицей

Распространение арабского алфавита шло параллельно с распространением ислама. Со временем арабский алфавит стал восприниматься как «истинно исламский» и многие языки Азии и Африки стали использовать его на письме (в том числе и те, которые ранее использовали другие системы письма — например, персидский или яванский). В регионах, где преобладали другие языки, группы населения, исповедующие ислам, стремились сохранить арабский алфавит, несмотря на принятие нового языка, пример — белорусский арабский алфавит. При этом арабский алфавит пополнялся дополнительными буквами для обозначения звуков, отсутствовавших в арабском языке.
В Юникоде зарегистрировано 135 букв (не считая позиционных форм), отсутствующих в арабском алфавите, но используемых в различных системах письма на основе арабской. Ряд букв этого «расширенного арабского алфавита» используются и в арабских текстах для транслитерации звуков, отсутствующих в классическом арабском языке — например таких, как русские звуки «в», «г», «п», «ц», «ч».
В Индонезии и Малайзии в настоящее время используется латиница, но некоторое количество религиозной литературы продолжает издаваться с использованием арабской графики.
Среди народов бывшего СССР арабский алфавит перестал использоваться в конце 1920-х в связи с латинизацией (татарский, башкирский, крымскотатарский, языки Средней Азии и Кавказа). Примерно в это же время от арабского алфавита отказалась Турция.
В настоящее время письмо на основе арабского алфавита, кроме названных языков, используется для записи урду, пушту, дари, кашмири, пенджаби, синдхи, хауса, фула, а также иногда для курдских (в Иране и Сирии) и уйгурского (в Китае) языков. Кроме того, за пределами бывшего СССР арабское письмо используется для записи азербайджанского, казахского, киргизского, туркменского и узбекского языков (в странах, где эти языки являются государственными, для них используется кириллица или латиница).

## Другие письменности для арабского языка

### Арабский алфавит на основе латиницы
В начале 1930-х годов в СССР был разработан и утверждён проект латинизированного алфавита для арабов Средней Азии, однако он почти не использовался.
| A a ◌َ | B b ب | C c چ | Ç ç ج | D d د | E e ◌َ, ◌ِ | F f ف | G g   |
| Ğ ğ غ | H h ه | Ħ ħ ح | I i ◌ِ | J j ى | K k ک    | L l ل | M m م |
| N n ن | O o ◌ُ | P p پ | Q q ق | R r ر | S s س    | S s ص | Ş ş ش |
| T t ت | Θ θ ط | U u ◌ُ | V v و | X x خ | Z z ز    | ’ ع   |       |

### Другие письменности
Гаршуни, письменность на основе сирийского алфавита, использовалась некоторыми арабоязычными христианами. Евреи, говорящие на различных арабских диалектах, пользуются еврейским письмом.

## Юникод
До приобретения популярности Юникодом существовало более 20 различных систем кодирования знаков арабского письма. Первой кодировкой, позволяющей работать с арабским текстом, была семибитная кодировка CUDAR-U (1981). Годом позже появилась другая семибитная кодировка ASMO-449, принятая в 1987 г. как международный стандарт ISO-9036. Основанная на ней восьмибитная кодовая страница, нижняя половина которой совпадала с ASCII, — ASMO-708 (1986), была принята в 1987 г. как ISO 8859-6 и стала первым стандартом де-факто на представление арабского текста в компьютерных системах. Однако ввиду того, что стандарт ISO 8859-6 регламентировал лишь около половины позиций кодовой страницы, появились и использовались многочисленные «односторонне совместимые» со стандартом кодировки. Такие модификации ISO 8859-6, несовместимые одна с другой, использовались в операционных системах DOS и Macintosh. В числе расширений стандарта ISO также есть кодировка ASMO-449+, нижняя половина которой совпадает с ASCII, а верхняя — с ASMO-449. В частности, все знаки пунктуации присутствуют в ней в двух вариантах: для письма слева направо (в нижней части) и для письма справа налево (в верхней).
Наиболее распространённая арабская кодовая страница, несовместимая со стандартом ISO, — это CP-1256, используемая в ОС Microsoft Windows. Она содержит в своей верхней половине, вдобавок к символам арабского письма, буквы расширенной латиницы, что позволяет сочетать в одном тексте французский и арабский языки.
В Юникоде буквы арабского алфавита, арабские цифры, знаки пунктуации и другие вспомогательные знаки арабского письма находятся в диапазоне от U+0600 до U+077F, исключая поддиапазон U+0700—U+074F. Большую часть представленных здесь символов составляют знаки «расширенного арабского алфавита» для систем письма на основе арабского алфавита. Арабские формы представления (лигатуры и позиционные варианты написания букв) находятся в диапазоне от U+FB50 до U+FEFF, исключая поддиапазон U+FE00—U+FE70. В общей сложности, символами арабского письма в Юникоде занята 1001 кодовая позиция в 4 блоках.
Ниже сведены в таблицу символы основного арабского блока.
|      |  | 0 | 1 | 2 | 3 | 4 | 5 | 6 | 7 | 8 | 9 | A | B | C | D | E | F |
| 0600 |  | ؀  | ؁  | ؂  | ؃  |   |   |   |   |   |   |   | ؋ | ، | ؍ | ؎ | ؏ |
| 0610 |  | ؐ  | ؑ  | ؒ  | ؓ  | ؔ  | ؕ  |   |   |   |   |   | ؛ |   |   | ؞ | ؟ |
| 0620 |  |   | ء | آ | أ | ؤ | إ | ئ | ا | ب | ة | ت | ث | ج | ح | خ | د |
| 0630 |  | ذ | ر | ز | س | ش | ص | ض | ط | ظ | ع | غ |   |   |   |   |   |
| 0640 |  | ـ | ف | ق | ك | ل | م | ن | ه | و | ى | ي | ً  | ٌ  | ٍ  | َ  | ُ  |
| 0650 |  | ِ  | ّ  | ْ  | ٓ  | ٔ  | ٕ  | ٖ  | ٗ  | ٘  | ٙ  | ٚ  | ٛ  | ٜ  | ٝ  | ٞ  |   |
| 0660 |  | ٠ | ١ | ٢ | ٣ | ٤ | ٥ | ٦ | ٧ | ٨ | ٩ | ٪ | ٫ | ٬ | ٭ | ٮ | ٯ |
| 0670 |  | ٰ  | ٱ | ٲ | ٳ | ٴ | ٵ | ٶ | ٷ | ٸ | ٹ | ٺ | ٻ | ټ | ٽ | پ | ٿ |
| 0680 |  | ڀ | ځ | ڂ | ڃ | ڄ | څ | چ | ڇ | ڈ | ډ | ڊ | ڋ | ڌ | ڍ | ڎ | ڏ |
| 0690 |  | ڐ | ڑ | ڒ | ړ | ڔ | ڕ | ږ | ڗ | ژ | ڙ | ښ | ڛ | ڜ | ڝ | ڞ | ڟ |
| 06A0 |  | ڠ | ڡ | ڢ | ڣ | ڤ | ڥ | ڦ | ڧ | ڨ | ک | ڪ | ګ | ڬ | ڭ | ڮ | گ |
| 06B0 |  | ڰ | ڱ | ڲ | ڳ | ڴ | ڵ | ڶ | ڷ | ڸ | ڹ | ں | ڻ | ڼ | ڽ | ھ | ڿ |
| 06C0 |  | ۀ | ہ | ۂ | ۃ | ۄ | ۅ | ۆ | ۇ | ۈ | ۉ | ۊ | ۋ | ی | ۍ | ێ | ۏ |
| 06D0 |  | ې | ۑ | ے | ۓ | ۔ | ە | ۖ  | ۗ  | ۘ  | ۙ  | ۚ  | ۛ  | ۜ  | ۝  | ۞ | ۟  |
| 06E0 |  | ۠  | ۡ  | ۢ  | ۣ  | ۤ  | ۥ | ۦ | ۧ  | ۨ  | ۩ | ۪  | ۫  | ۬  | ۭ  | ۮ | ۯ |
| 06F0 |  | ۰ | ۱ | ۲ | ۳ | ۴ | ۵ | ۶ | ۷ | ۸ | ۹ | ۺ | ۻ | ۼ | ۽ | ۾ | ۿ |

## Клавиатура

Раскладка в системах семейства Windows

Раскладка в компьютерах Macintosh

С арабскими раскладками клавиатуры ситуация такая же несогласованная, как и с кодировками: хотя с 1987 г. существует стандартная раскладка ASMO-663 , используются многочисленные нестандартные раскладки. Наиболее популярна сейчас раскладка, используемая в IBM OS/2 и Microsoft Windows. Различные несовместимые с ней и друг с другом раскладки использовались в компьютерах MSX, в арабской версии MS-DOS, в системах на основе Linux. Для «ноутбука за 100 долларов» также разрабатывается новая раскладка клавиатуры, несовместимая с уже существующими.

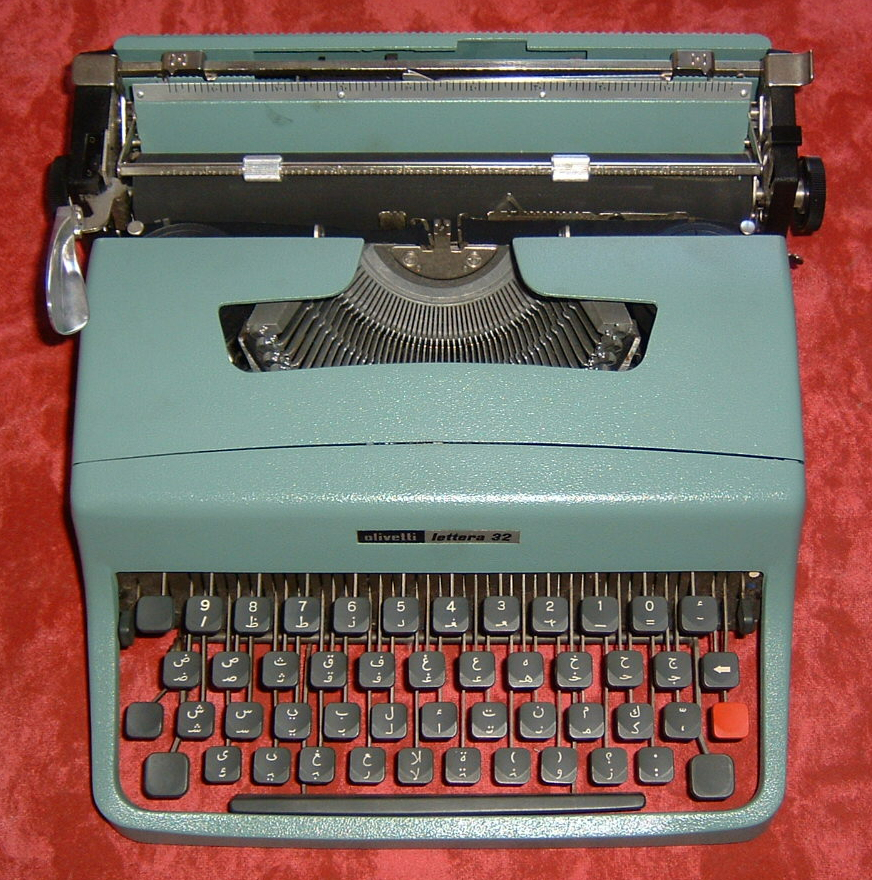
Арабская пишущая машинка

-->Арабская клавиатура, очевидно, должна быть двуязычной (латиница/арабский), чтобы возможно было вводить в компьютер пути файловой системы и веб-адреса. Здесь также возникает неоднозначность: обычно латинская часть арабской клавиатуры размечается как QWERTY, но в странах Магриба, где среди языков, пользующихся латиницей, преобладает французский, латинская часть клавиатуры размечается в соответствии с французской раскладкой AZERTY.

## Пример
Статья 1 Всеобщей декларации прав человека:
Без огласовок
يولد جميع الناس أحرارًا متساوين في الكرامة والحقوق. وقد وهبوا عقلاً وضميرًا وعليهم أن يعامل بعضهم بعضًا بروح الإخاء.‎
С огласовками
يُولَدُ جَمِيعُ النَّاسِ أَحْرَارًا مُتَسَاوِينَ فِي الكَرَامَةِ وَالحُقُوقِ. وَقَدْ وَهَبُوا عَقْلًا وَضَمِيرًا وَعَلَيْهِمْ أَنْ يُعَامِلَ بَعْضَهُمْ بَعْضًا بِرُوحِ الإِخَاءِ.‎
Перевод
«Все люди рождаются свободными и равными в своем достоинстве и правах. Они наделены разумом и совестью и должны поступать в отношении друг друга в духе братства».